# Oculus (pel·lícula)
Oculus és una pel·lícula de terror sobrenatural psicològic estatunidenca del 2013 coescrita, editada i dirigida per Mike Flanagan. Està basada en el seu curtmetratge Oculus: Chapter 3 – The Man with the Plan, i protagonitzada per Karen Gillan i Brenton Thwaites com a dos germans adults joves que estan convençuts que un mirall antic és el responsable de la mort i la desgràcia que havia patit la seva família. S'ha subtitulat al català.
La pel·lícula es va estrenar el 5 de setembre de 2013 al Festival Internacional de Cinema de Toronto de 2013 (TIFF) i va rebre una estrena àmplia l'11 d'abril de 2014. Va rebre ressenyes generalment positives de la crítica, i va ser un èxit de taquilla.

## Argument
La pel·lícula es desenvolupa en dos temps diferents: el present i 11 anys abans. Les dues línies argumentals s'expliquen en paral·lel mitjançant salts enrere.
El 2002, l'enginyer de programari Alan Russell es va mudar a una casa nova amb la seva dona Marie, el fill de 10 anys Tim i la filla de 12 anys Kaylie. L'Alan compra un mirall antic per decorar el seu despatx. Sense saber-ho, el mirall indueix de manera sobrenatural al·lucinacions. Marie és perseguida per visions de la el seu propi cos en descomposició, mentre que l'Alan és seduït per una dona misteriosa i fantasmal anomenada Marisol Chávez que té miralls en lloc dels ulls.
El 2013, Tim va ser donat d'alta d'un hospital psiquiàtric, després de creure que no hi havia esdeveniments sobrenaturals implicats en la mort dels seus pares. Kaylie ha passat la major part de la seva joventut investigant la història del mirall. Utilitzant la seva posició com a empleada d'una casa de subhastes, obté accés al mirall i el fa transportar a la casa familiar, on el col·loca en una habitació plena de càmeres de vigilància i un "interruptor de matança": un àncora ponderat fins al sostre. Kaylie té la intenció de destruir el mirall, però primer vol documentar els seus poders, demostrant la innocència de Tim.
Amb el temps, l'any 2002, els pares es tornen psicòtics; Alan s'aïlla al seu despatx i Marie es torna retraïda i paranoica. Totes les plantes de la casa moren i el seu gos familiar Mason desapareix després de ser tancat a l'oficina amb el mirall. Després que Kaylie veu l'Alan amb la Marisol, li ho diu a la seva mare i els pares es barallen. Una nit, la Marie es torna boja i intenta matar els seus fills, però l'Alan la tanca. Quan la família es queda sense menjar, els nens s'adonen que el seu pare està sota la influència del mirall, així que la Kaylie va a buscar ajuda a la seva mare i la troba encadenada a la paret, actuant com un animal. Kaylie i Tim intenten anar als seus veïns per demanar ajuda, però els veïns no creuen les seves històries. Quan Kaylie intenta utilitzar el telèfon, descobreix que totes les seves trucades són contestades pel mateix home.
Una nit, l'Alan desencadena la Marie i els dos pares ataquen els nens. Marie torna breument en raó, però és assassinada per un tret per Alan. Els nens intenten destruir el mirall però els enganya, fent-los creure que estan colpejant el mirall quan realment estan colpejant la paret. L'Alan també experimenta un moment de lucidesa i es mata forçant en Tim a prémer el gallet de l'arma i disparar-li, provocant una petita esquerda a la cantonada del mirall en el procés. Abans de morir, demana als nens que fugin, però Marisol i altres víctimes del mirall apareixen com a fantasmes horribles. La policia arriba i pren a Tim sota custòdia. Abans que els germans es separin, prometen reunir-se com a adults i destruir el mirall. Quan Tim se'l porten i el posen entre reixes, veu els fantasmes dels seus pares que l'observen des de casa.
L'any 2013, Tim intenta convèncer a Kaylie que s'equivoca i els germans discuteixen. Quan noten que les plantes d'interior comencen a marcir-se, revisen les imatges de la càmera i es veuen fent accions de les quals no recorden. Tim finalment accepta el poder sobrenatural del mirall i intenta escapar de la casa amb Kaylie, només perquè la parella se senti atreta per la influència del mirall. En veure una al·lucinació de la seva mare, Kaylie la clava al coll, només per adonar-se que ha apunyalat Michael Dumont, el seu promès que ha vingut a comprovar-la. Intenten trucar a la policia, però només aconsegueixen arribar a la mateixa veu que els parlava per telèfon de petits.
En aquest punt, veuen els seus doppelgänger a l'interior de la casa davant del mirall. En adonar-se que la trucada 9-1-1 no està passant, tornen a dins de casa. Kaylie i Tim comencen a al·lucinar en veure versions més joves l'un de l'altre. Se separen i cadascun d'ells reviu el malson de la seva joventut. Tim es desperta sol a l'habitació amb el mirall, mentre simultàniament una Kaylie més jove al·lucina la seva mare fent-li una senyal des del mirall.
Tim activa l'interruptor de matança, adonant-se massa tard i incapaç de veure que Kaylie s'interposava en el seu camí i que l'ha matat. La policia arriba i arresta en Tim, que és histèric, tal com ho van fer quan era més jove. Com a nen i adult, Tim afirma que el mirall n'és el responsable. Mentre se l'emporten i el posen darrere de les reixes, l'encarnació adulta de Tim veu el fantasma de Kaylie a la casa amb els seus pares.

## Repartiment
- Karen Gillan com a Kaylie Russell
  - Annalise Basso com a Kaylie Russell, de 12 anys
- Brenton Thwaites com a Tim Russell
  - Garrett Ryan Ewald com a Tim Russell, de 10 anys
- Katee Sackhoff com a Marie Russell
- Rory Cochrane com Alan Russell
- James Lafferty com a Michael Dumont
- Miguel Sandoval com el Dr. Graham
- Kate Siegel com a Marisol Chavez
- Justin Gordon com a Mark (Supervisor)
- Katie Parker com a dependenta de la botiga de telèfons
- Bob Gebert com a veí
- Courtney Bell com a subhastador

## Producció
Oculus va ser produïda per Intrepid Pictures, MICA Entertainment, WWE Studios i Blumhouse Productions. Durant l'escena en què el mirall està preparat per subhasta, el subhastador esmenta que l'objecte va ser "recuperat de la finca Levesque", una referència al lluitador de la WWE Triple H, el nom real del qual és Paul Michael Levesque.

### Desenvolupament
Oculus es basa en el curtmetratge de terror del director, coguionista i editor Mike Flanagan de principis de 2005, Oculus: Chapter 3 – The Man with the Plan . El curt només contenia una configuració, un únic actor i un mirall. El curt va ser molt aclamat i va interessar-se va sorgir ràpidament pel que fa a l'adaptació del curt a un llargmetratge. Inicialment, els estudis estaven interessats en el format metratge apropiat; tanmateix, Flanagan s’hi va oposar i va rebutjar aquestes ofertes. Finalment, Intrepid Pictures va expressar el seu interès a produir la pel·lícula "sempre que no ho facis metratge apropiat".
Ampliar la premissa a un guió de llargmetratge va resultar un repte, ja que Flanagan va sentir com si hagués "superat el límit" del que es podia fer amb la premissa al curt. La solució de Flanagan va ser combinar dues històries, passat present, entrellaçades entre si. La idea era "crear una sensació de distorsió i desorientació que fos similar per a l'espectador com per a Tim i Kaylie a la sala". En els primers esborranys, era difícil distingir entre les dues línies de temps, fins que l'equip va tenir la idea d'escriure totes les escenes del passat en cursiva.
Inspirat en les històries de H. P. Lovecraft, Flanagan va optar per no explicar els orígens del mirall, explicant que li agradava com la literatura lovecraftiana sovint semblava ser una "força alienígena que si fins i tot intentar entendre-la completament et torna boig." Va ampliar: "El mal al món no té resposta."

### Càsting
El 12 de juliol de 2012, es va anunciar que Karen Gillan havia estat escollida per al paper principal d' Oculus. El 20 de setembre de 2012, Katee Sackhoff es va unir al repartiment com a Marie , la mare del personatge de Gillan, Kaylie. Quan es va escriure el guió d'Oculus, el personatge de Kaylie es basava en el treball de Sackhoff a Battlestar Galactica, i Flanagan va dibuixar Gillan basant-se en el seu treball a Doctor Who.
Brenton Thwaites va ser l'últim del repartiment principal a incorporar-se a Oculus, unint-se al projecte el 5 d'octubre de 2012, després que el rodatge de la producció ja hagués començat.

### Rodatge
El 27 d'octubre de 2012, el rodatge va acabar a Fairhope (Alabama), després de tres setmanes.

## Estrena
Oculus es va estrenar per primera vegada el 5 de setembre de 2013, al Festival Internacional de Cinema de Toronto i va rebre una estrena en cinemes arreu del món l'11 d'abril de 2014.
FilmDistrict va adquirir els drets de distribució nord-americans de la pel·lícula al 65è Festival Internacional de Cinema de Canes, però més tard va abandonar el projecte a causa d'un acord que deia que la companyia hauria de donar a la pel·lícula una estrena àmplia, cosa que va provocar que els drets de distribució de la pel·lícula als Estats Units es tornaran a posar a la venda. El setembre de 2013, poc després de l'estrena dOculus a Toronto, Relativity Media va adquirir els drets de distribució de la pel·lícula als Estats Units de Blumhouse i la va preparar per a una estrena àmplia. Llançada als Estats Units l'11 d'abril de 2014, Oculus va recaptar 4.966.899 dòlars el dia de la inauguració. La pel·lícula va recaptar uns 27,7 milions de dòlars a la taquilla nord-americana i altres 16,3 milions de dòlars internacionals per un total mundial de 44 milions de dòlars.
La pel·lícula es va estrenar en DVD i Blu-ray Disc el 5 d'agost de 2014.

## Banda sonora
La banda sonora d'Oculus va ser composta per The Newton Brothers i es va publicar digital el 8 d'abril de 2014, i en CD el 15 d'abril de 2014.

## Recepció

### Recepció crítica
A Rotten Tomatoes, un agregador de ressenyes, el 75% de 157 crítics han donat a la pel·lícula una crítica positiva, i la valoració mitjana és de 6,50/10. El consens dels crítics del lloc diu: "Amb èmfasi en el temor per sobre del gore i un final que deixa la porta oberta per a les seqüeles, "Oculus" podria ser només el primer capítol d'una nova franquícia per als aficionats del terror més exigents". A Metacritic, la pel·lícula té una puntuació mitjana ponderada de 61 sobre 100 basada en 28 crítics, la qual cosa indica "crítiques generalment favorables". Els públics enquestats per CinemaScore va donar a la pel·lícula una nota mitjana de "C" en una escala d'A+ a F.
Richard Roeper del Chicago Sun-Times va escriure: "Oculus és una de les pel·lícules de por més elegants de la memòria recent". També el va anomenar "un thriller psicològic amb un ritme acurat i magníficament fotografiat". Robert Abele de Los Angeles Times va escriure: "Menys preocupat pels falsos xocs i de mostrar-me la violència que la putrefacció desagradable de les personalitats, Oculus és una de les pel·lícules de terror més intel·ligentment desagradables de la memòria recent." Shock Till You Drop a donar a Oculus una ressenya positiva, afirmant que era "cosa intel·ligent i espantosa". Mark Kermode de The Observer va donar a la pel·lícula 3/5 estrelles, escrivint: "aquest assumpte sense pretensions eficient gestiona la seva narrativa dual passat/present intercalada amb aplom i guarda un parell de trucs molt desagradables sota la màniga."
Film School Rejects va fer una crítica mixta i va afirmar que estava "ben actuada, sembla força bé i gestiona alguns moments d'entreteniment, però a mesura que passen els minuts es fa més feble fins que la seva trampa final està dissenyada per permetre un final impactant." Wendy Ide de The Times va donar a la pel·lícula 2/5 estrelles, escrivint: "Sens dubte val la pena donar un cop d'ull a aquest mirall, però els aficionats al terror poden trobar el reflex una mica familiar. Substitueix el mirall per una cinta de vídeo i bàsicament és" Ringu."

## Remake
El març de 2015, Relativity Media, B4U Television Network i Balaji Telefilms van confirmar un remake de Bollywood amb el títol Zahhak, més tard retitulat Dobaara: See Your Evil. Aquesta pel·lícula està dirigida per Prawaal Raman i és protagonitzada per Huma Qureshi i Saqib Saleem. Flanagan va ser el productor executiu. La pel·lícula es va estrenar el 2 de juny de 2017.